# Perlicultura

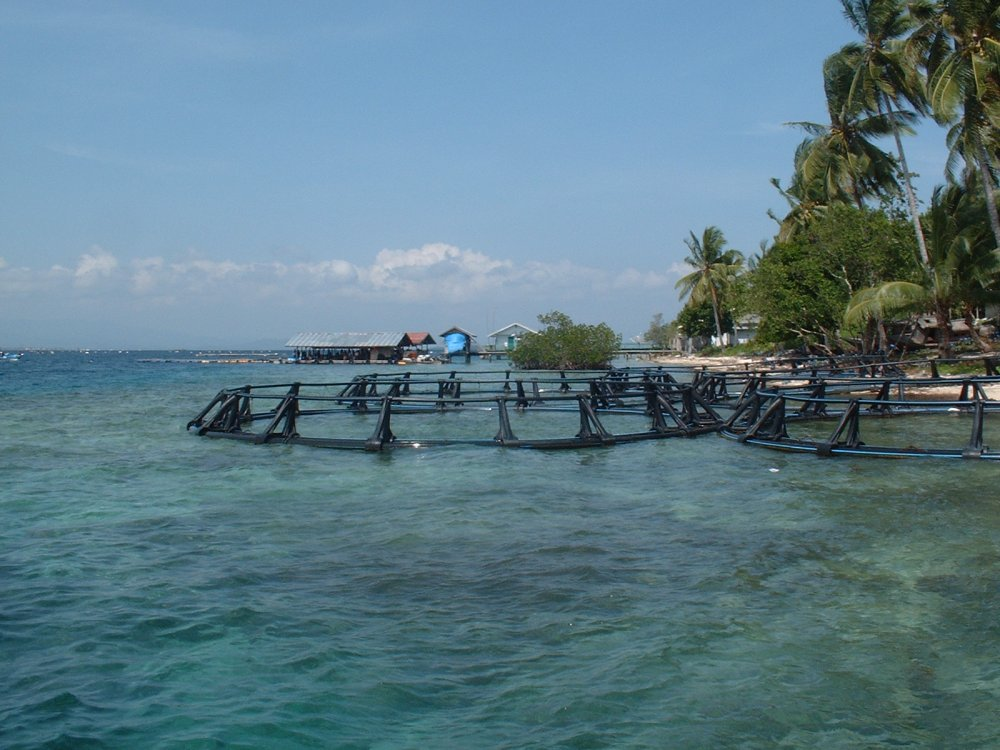
Granja perlera en Seram, Indonesia

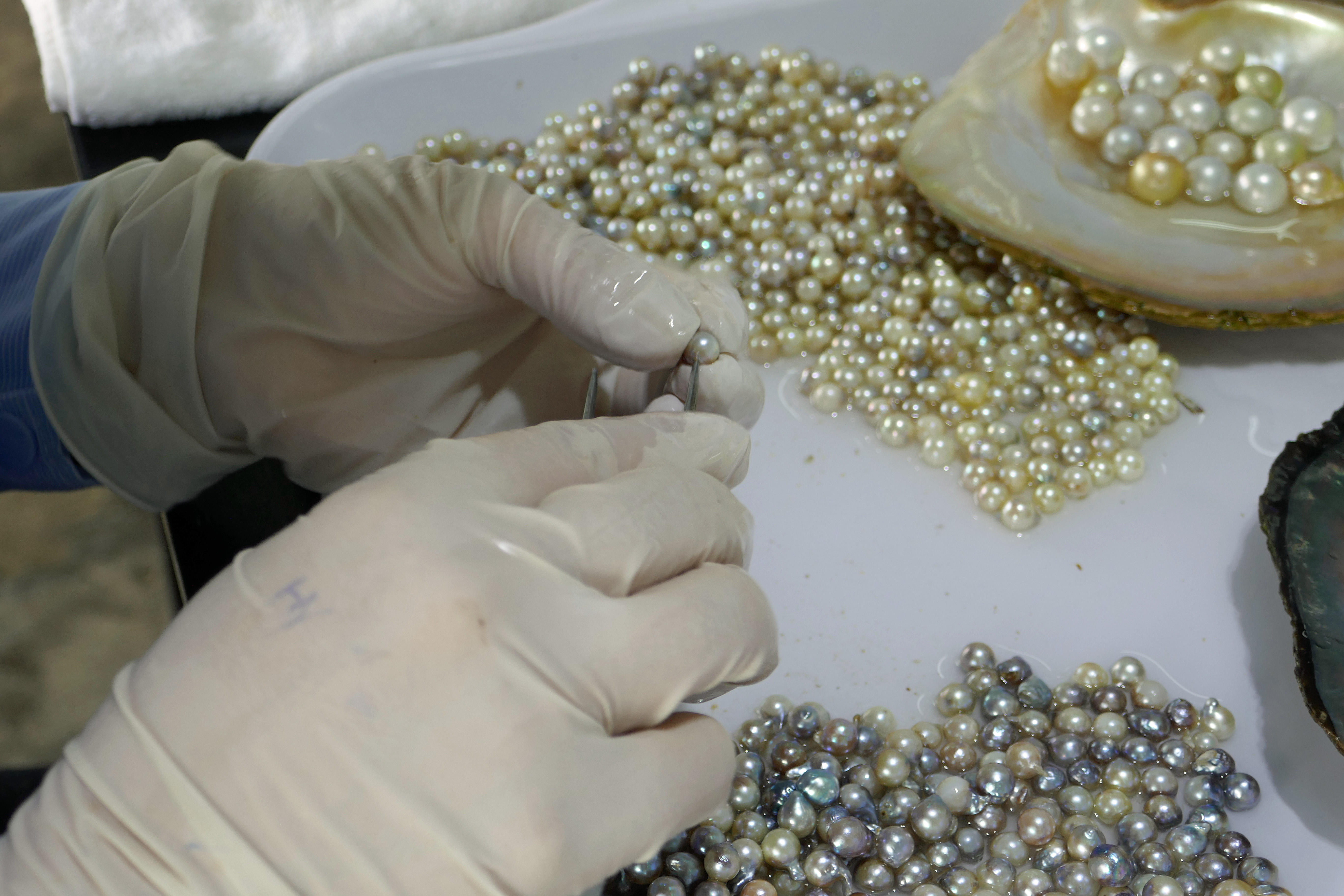
Industria perlera en Ha Long, Vietnam

La perlicultura es la actividad económica dedicada al cultivo de ostras perleras (Pinctada), así como el proceso industrial de transformación de las perlas para su venta al público. Ciertos moluscos marinos producen nácar de forma natural, un material brillante y duro. Al insertarles, bien sea por implante o por cirugía, pequeños núcleos esféricos en su interior, los recubren completamente produciendo esferas de nácar.  

## Historia
La perlicultura surge en su forma más primitiva en China en el siglo VI a. C. con las llamadas «perlas de Buda». En Occidente, uno de los primeros en estudiar la formación de perlas fue Carlos Linneo en 1790. 
A finales del siglo XIX el biólogo marino William Saville-Kent, de origen inglés pero afincado en el norte Australia, estudia formas rentables de producción de perla de Pinctada maxima creando las primeras granjas con jaulas y métodos de inserción y recolección que más tarde retomaría y patentarían los japoneses To Kichi Nishikawa, Tatsuhei Mise y especialmente Mikimoto Kōkichi.

## Proceso
Las perlas cultivadas en el mercado hoy se pueden dividir en dos categorías. La primera categoría son las perlas cultivadas con cuentas, incluidas las de Akoya, los mares del Sur, Tahití y la perla grande y moderna de agua dulce, la perla de Edison. Estas perlas se cultivan con gónadas y, por lo general, se cultiva una perla a la vez. Esto limita la cantidad de perlas en un período de cosecha. Las perlas de Akoya se cosechan generalmente una vez al año, las de Tahití y Mar del Sur de 2 a 4 años, y las de Edison de 2 a 7 años. Este proceso de perlicultura fue desarrollado por primera vez por el biólogo británico Saville-Kent, quien pasó la información a Tatsuhei Mise y Tokichi Nishikawa.
La segunda categoría incluye las perlas cultivadas en agua dulce sin perlas, como las perlas Biwa o las chinas. A medida que crecen en el manto, donde en cada ala se pueden implantar hasta 25 injertos, estas perlas son mucho más frecuentes y saturan por completo el mercado. Se ha producido una mejora impresionante en la calidad en los últimos diez años cuando se comparan los antiguos guijarros en forma de grano de arroz con las perlas casi redondas de hoy. En los últimos dos años se han producido grandes perlas nucleadas con cuentas redondas casi perfectas de hasta 15 mm de diámetro con brillo metálico.
La cuenta del núcleo en una perla cultivada con cuentas es generalmente una esfera pulida hecha de concha de mejillón de agua dulce. Junto con un pequeño trozo de tejido del manto de otro molusco (caparazón donante) que sirve como catalizador del saco perlado, se implanta quirúrgicamente en la gónada (órgano reproductor) de un molusco de agua salada. En la perlicultura de agua dulce, en la mayoría de los casos solo se usa el trozo de tejido y se inserta en el manto carnoso del bivalvo huésped. Ostras de perlas de Tahití  y del Mar del Sur, también conocidas como Pinctada maxima y Pinctada margaritifera, que sobreviven a la cirugía posterior para extraer la perla terminada, a menudo se implantan perlas nuevas y más grandes como parte del mismo procedimiento y luego se devuelven al agua durante otros 2-3 años de crecimiento. Un proceso experimental que utiliza un núcleo RFID permite rastrear la procedencia de perlas cultivadas.

## Perlicultura por región

### Japón
Las perlas de Akoya se producen tradicionalmente en Japón, aunque su cultivo se está empezando a producir también en China. Se obtienen desde hace más de un siglo mediante la introducción de un injerto en ostras de mar (Pinctada fucata y Pinctada martensi), y tienen entre 2-9 mm de diámetro. Son perlas naturalmente amarillas, verdes o crema, pero se procesan para convertirse en color champán, blanco o plateado.